# Hydroxylasen
Hydroxylasen sind Enzyme, die eine Einbringung einer Hydroxygruppe in ein Molekül mit Hilfe einer Oxidationsreaktion katalysieren (Hydroxylierung). Sie gehören zur Gruppe der Oxidoreduktasen.
Zu den Hydroxylasen gehören:
- Phenylalaninhydroxylase: Phenylalanin → Tyrosin
- Tyrosinhydroxylase: Tyrosin → DOPA
- Tryptophanhydroxylase: Tryptophan → 5-Hydroxytryptophan
- Phenolhydroxylase: Phenol → Brenzkatechin
- Prolyl-Hydroxylasen: Substrate sind Kollagen und Hypoxie-induzierbare Faktoren
- Asparaginyl-Hydroxylase: Substrate sind Hypoxie-induzierbare Faktoren